# Římskokatolická farnost Cudrovice
Římskokatolická farnost Cudrovice je zaniklé územní společenství římských katolíků v rámci prachatického vikariátu Českobudějovické diecéze. Farnost zanikla k 31. prosinci 2019, od 1. ledna 2020 je jejím právním nástupcem farnost Volary Je také jednou z pěti farností vikariátu, jejíž farní kostel byl mezi lety 1955–1976 zbořen; jedná se o kostel svatého Jana Křtitele farnosti Knížecí Pláně, kostel svaté Anny farnosti České Žleby, kostel Nejsvětější Trojice farnosti Strážný a kostel svatého Martina zaniklé farnosti v Novém Světě.

## O farnosti
Ves Cudrovice, prvně připomínaná v roce 1456, byla součástí husského (název od Hus), později vimperského panství, než se stala v roce 1850 samostatnou obcí v okrese Prachatice. Její území spadalo do konce 19. století k farnosti Záblatí. Před lety 1849–1850, kdy zde byl z podnětu Jana Matiáše Paule, děkana ve Vitorazi, vybudovaný kostel Korunování Panny Marie, nebyly nalezeny doklady o existenci dřívější sakrální stavby na tomto území. Farnost vznikla až v roce 1894, při té příležitosti byly ke kostelnímu zvonu z roku 1889 objednány tři nové, Marie, Václav a Ferdinand. V roce 1909 byly z kostela Narození Panny Marie v Chrobolech převezeny varhany, dva největší zvony, Marie a Vavřinec, byly zrekvírovány v roce 1916 a nahrazeny v roce 1923 a 1928. Mezi lety 1946–1949 bylo vysídleno německy hovořící obyvatelstvo, v roce 1952 se zde konala poslední bohoslužba, o rok později zanikl MNV. Kostel byl v letech 1955–1959 postupně devastován, než byl v roce 1959 zcela zbořen. Až v roce 1993 byl částečně obnoven místní hřbitov a na místě kostela vztyčen kříž. Ze tří výklenkových kaplí se dochovaly dvě, horní kaple „u Kasrů“ a dolní „u Reichlů“, opravené a požehnané 20. června 2009, třetí kaple „u Fuchsů“ jižně od vsi zanikla v 90. letech 20. století.
| Fotografie | Kostel                        | Místo       | Bohoslužba                         | Bohoslužba                         | Poznámka             |
| ---------- | ----------------------------- | ----------- | ---------------------------------- | ---------------------------------- | -------------------- |
|            | Kostel Korunování Panny Marie | Cudrovice   | poutní mše u kříže 1× v sudém roce | poutní mše u kříže 1× v sudém roce | zbořený farní kostel |
|            | horní kaple „u Kasrů“         | Cudrovice   | neslouží se                        | neslouží se                        | výklenková kaple     |
|            | dolní kaple „u Reichlů“       | Cudrovice   | neslouží se                        | neslouží se                        | výklenková kaple     |
|            | Kaple Panny Marie             | Mlynářovice | poutní mše 1× v lichém roce        | poutní mše 1× v lichém roce        | obecní kaple         |